# Megaselia tenericoma
Megaselia tenericoma är en tvåvingeart som beskrevs av Rudolf Beyer 1965. Megaselia tenericoma ingår i släktet Megaselia och familjen puckelflugor. Inga underarter finns listade i Catalogue of Life.